# Sund & Bælt
Sund & Bælt er et dansk, statsejet holdingselskab, der varetager den overordnede styring af datterselskaberne A/S Storebælt, A/S Øresund, Sund & Bælt Partner A/S, BroBizz A/S, A/S Femern Landanlæg samt Femern A/S. Selskabet beskæftiger 200 ansatte, hvoraf størstedelen er beskæftiget i A/S Storebælt.
Sund & Bælt varetager en lang række opgaver i forhold til transporten over Storebælt, Øresund og i fremtiden også Femern Bælt. Sund & Bælt Partner arbejder dog med rådgivningsarbejde, primært i udlandet, i forbindelse med større byggeprojekter. Ekspertisen i selskabet bygger på erfaringerne fra anlægget af Storebæltsbroen og Øresundsbroen.